# Frearanova fuscostictica
Frearanova fuscostictica är en skalbaggsart som beskrevs av Stefan von Breuning 1957. Frearanova fuscostictica ingår i släktet Frearanova och familjen långhorningar.
Artens utbredningsområde är Madagaskar. Inga underarter finns listade i Catalogue of Life.